# Церква святого Архістратига Михаїла (Нересниця)
Церква святого Архістратига Михаїла (Нересниця) —  втрачена (згоріла) готична церква в селі Нересниця, Закарпатської області, Україна,  пам'ятка архітектури національного значення.

## Історія
Церкву побудував у 1813 році Дмитро Гасинець. Різьбленим іконостасом її в 1822 році прикрасив Петрус Томашко, а ікони у 1825 році намалював Михайло Манкович (вчився у Відні на гроші єпархії як художник) з помічником Олександром Дуковським.
Така хронологія відображалась на звороті ікони “Тайна вечеря”:
| “1825 \| Pinxit Michael Mankovits cum adjuncto \| sibi Alexandro Dukovsky Parocho tunc existente \| Domino R. Basilio Gribovszky sub Curator \| Sculpsit cuum Petrus Tomasko. 1822 sub Curator \| Alexio Michalyo. Extructa vero Eclesia hoc \| 1813 Ad Parocho D. A. R. Theodora Kosztevits. mami \| Dimitrii Haszinets. Expe: Comunitatis et \| Adju Camera.”. |
Храм розташовувався на схилі пагорба. Довкола нього було старе кладовище. В радянські часи церкву, яка належала греко-католикам закрили, а дзвіницю перенесли до православної церкви села, збудованої в 1923 році. В цей період церква охоронялась як пам'ятка архітектури Української РСР (№ 207) та в ній розташовувався етнографічний музей. В 1991 році її повернули греко-католикам. Громада побудувала нову дзвіницю та оновила ікони. Проте 25 березня 2003 року церква згоріла. На її фундаменті збудували новий мурований храм.

## Архітектура
Церква була побудована на основі двох зрубів з рівноширокими бабинцем та навою. Вівтарна п'ятиграння частина була вужчою за основний простір церкви. Храм мав два покриті гонтом дахи, один з яких накривав бабинець та наву, а інший  — вівтарну частину. Гонтове опасання, яке лежало на кінцях зрубів  опоясувало всю церкву. Каркасна вежа-дзвіниця мала високий готичний шпиль. На фасаді церкви розташовувався відкритий ганок з аркадою, на різьблених стовбчиках, над яким була аркада-галерея. Церква була прикрашена різьбленням по дереву, зокрема наличники вхідних дверей мали орнамент у формі мотузки з пелюстками.

## Відродження в іншому храмі
Після пожежі залишились приблизні креслення, на основі яких було вирішено відбудувати копію церкви та поставити її на території старого кладовища (закрите в 60-ті роки ХХ ст.) в м. Ужгород (вул. Калушанська). Місце під храм було освячене владикою Мукачівської греко-католицької єпархії Міланом в 2011 році. За допомогою місцевих семінаристів відбулась розчистка території. Первинно церкву зібрали в селі Луги з брусів майстри із села Видричка, потім її розібрали, промаркували, перевезли та склали на новому місці. Церква увібрала загальні розміри (зокрема її висота 18 метрів) та структуру згорілої церкви в селі Нересниця, проте її шпиль висотою 7 метрів став меншим на 1 метр. Окрім того, у зв'язку з тим, що точні обміри церкви не проводились та через відсутність брусів аналогічної довжини збудована церква не є точною копією згорілої. Будівництво церкви відбувалось майстрами, зокрема Василем Варгою, Іваном Бурею під наглядом дослідника церковної дерев'яної архітектури Михайла Сирохмана, отця Володимира Проданця, мистецтвознавця Михайла Приймича за первинними кресленнями рахівського архітектора Михайла Кравчука. Церква була освячена 7 квітня 2013 року.

## Див також
- Церква Стрітення Господнього (Руська Долина);
- Церква Святого Духа (Колочава);
- Церква Вознесіння Господнього (Кобилецька Поляна);
- Церква Святого Духа (Гукливий);
- Церква Введення Пресвятої Богородиці (Локіть).